# Adil Müftüoğlu
Adil Müftüoğlu é um jogador da selecção da Turquia em futebol de praia. É o capitão de equipa e actua como avançado. Conquistou o Prémio de Fair-Play da FIFA no Torneio de Apuramento do Grupo B da Liga Europeia de Futebol de Praia 2008. Este evento realizou-se em Tignes, na França, e a selecção turca ficou na 6ª posição, não alcançando um lugar na Superfinal Europeia.  